# Veliko Palančište
Veliko Palančište (szerbül: Велико Паланчиште), falu Bosznia-Hercegovinában, Bosanska krajina területén, Prijedor községben, a Szerb Köztársaságban. 

## Fekvése
Bosznia-Hercegovina északnyugati részén, a Potkozarje területén, Banja Lukától légvonalban 46, közúton 59 km-re északnyugatra, községközpontjától légvonalban 5, közúton 6 km-re északkeletre, 180 – 500 méteres tengerszint feletti magasságban, a Kozara-hegység délnyugati részén, a Gradinjača-patak völgye mentén fekszik. Több, kis település tartozik hozzá.

## Népessége
| Nemzetiségi csoport | Népesség 1991 | Népesség 2013 |
| ------------------- | ------------- | ------------- |
| Szerb               | 482           | 427           |
| Bosnyák             | 0             | 1             |
| Horvát              | 2             | 3             |
| Jugoszláv           | 15            | 0             |
| Egyéb               | 4             | 1             |
| Összesen            | 503           | 432           |

## Története
A szomszédos Malo Palančište területén, a Mlin Sedraš lelőhelyen talált őskori kőszekerce tanúsága szerint itt már az őskorban éltek emberek. A település 1878-ig tartozott az Oszmán Birodalomhoz, ekkor a berlini kongresszus határozata alapján az Osztrák-Magyar Monarchia része lett. Az évszázados oszmán uralom 1878. szeptember 6-án ért véget, amikor osztrák-magyar csapatok vonultak be Kozaracra és a szomszédos Prijedorra. 1879-ben az első osztrák-magyar népszámlálás során a Prijedori járáshoz és Prijedor községhez tartozó Malo és Veliko Palančište településnek együtt 65 háztartása és 509 ortodox szerb lakosa volt. 1910-ben a Prijedori járáshoz tartozó településen 105 háztartást és 726 ortodox szerb lakost találtak.
A monarchia szétesésével 1918-ban előbb a Szerb-Horvát-Szlovén Királyság, majd 1929-től a Jugoszláv Királyság része. 1921-ben 111 háztartása és 764 lakosa volt. Jugoszlávia megszállása után a falu a Független Horvát Állam (NDH) része lett. A falu Prijedor - Kozarska Dubica út melletti elhelyezkedése és a város feletti ellenőrzés fenntartása érdekében 1941 nyarán, nem sokkal a megszállás után a horvát usztasák őrséget állítottak fel a palančinštei helyi közösségi házban. A faluban 20-30 embert letartóztattak és túszként tartották őket fogva. Nemcsak férfiakat, hanem nőket és gyerekeket is ejtettek túszul. Számuk a korabeli beszámolók szerint 20 és 30 között változott. Életüket féltve a környékbeli szerbek támadást inítottak és kiszabadították a túszokat. Többen azonban az usztasáktól tartva nem hagyták el az épületet, de másnap, amikor az usztasa egység Prijedorból megérkezett, megölték őket. A felkelésre válaszul az usztasák megfélemlítés céljából szörnyű gyilkosságok, lemészárlások és lövöldözések sorozatába kezdtek Prijedorban és környékén. Ezek a gyilkosságok három napig tartottak, és a szakirodalom a szerbek ilindai mészárlásaként ismeri őket, mert augusztus elején Szent Illés ünnepe körül hajtották végre őket.
1942. október 22-e és 23-a közötti éjszakán a nyolcadik usztasa zászlóalj második usztasa századának tagjaiból álló usztasa csoport Batinić usztasa hadnagy vezetésével lemészárolta Veliki Palančište lakosságát. Az usztasák 342 lakost, köztük 226 17 év alatti gyereket öltek meg lőfegyver nélkül, késekkel, baltákkal, kalapáccsal és akasztással. Azon az éjszakán Malo Palančište és Jelovac falvak mintegy 200 lakosát gyilkolták meg hasonló módon. Ez volt az egyik legszörnyűbb bűn, amelyet az usztasák követtek el Potkozarje ezen részén. A második világháborúban Veliki Palančistén az 1941-es népszámlálás adatai szerint összesen 1080 lakosból 536 szerb nemzetiségű lakos halt meg. 1945-től a település a szocialista Jugoszlávia része. A boszniai háború idején a település a Boszniai Szerb Köztársaság része volt. A daytoni békeszerződést követő területfelosztásnál a település Prijedor község részeként a Szerb Köztársaság területéhez került.

## Gazdaság
A falu a Kozara-hegység déli, napos lejtőin fejlődött ki, ami kiváló feltételeket biztosít a mezőgazdaság számos ágának fejlődéséhez.

## Kultúra
2009-ben a Banja Luka-i Egyetem Művészeti Akadémiájának hallgatói két dokumentumfilmet készítettek a településről. Jelena Topić a „Rakiola vjera” (Rakija hit), Vladimir Pejić pedig a „Zemlja za starce” (Földet az öregeknek) című filmet forgatta itt.

## Nevezetességei
Szent Péter és Pál apostolok tiszteletére szentelt pravoszláv temploma.